# Publio Postumio Albino Regilense
Publio Postumio Albino Regilense  (m. 414 a. C.) fue un político y militar romano del siglo V a. C. perteneciente a la gens Postumia.

## Familia
Albino fue miembro de los Postumios Albinos, la más antigua familia patricia de la gens Postumia. Fue hijo del consular Aulo Postumio Albo Regilense y hermano de Marco Postumio Albino Regilense.

## Carrera pública
Siendo nombrado tribuno consular en el año 414 a. C., se le encargó la guerra contra los ecuos. Tomó la ciudad de Bolae, pero negó a sus soldados el botín que les había prometido. Cuando Marco Sextio, tribuno de la plebe, propuso que el territorio de los bolanos fuese entregado a los soldados que lo habían conquistado, Albino amenazó a estos con la tortura si apoyaban la propuesta. La protesta de la soldadesca por las palabras de Albino degeneró en sedición. Un cuestor fue agredido cuando trató de reprimirla. Llegado el tribuno consular, excitó todavía más los ánimos al anunciar que castigaría con suplicios a los instigadores. Mientras procedía con una ejecución por aplastamiento, unos soldados se amotinaron y estalló un nuevo tumulto en medio del cual Albino fue lapidado.